# Petzval Ottó
Petzval Ottó (Oto Baltazár, számos forrásban Petzvál) (Béla (Szepesség), 1809. január 6. – Budapest, 1883. augusztus 28.) cipszer származású magyar mérnök-matematikus, egyetemi tanár, az MTA tagja, Petzval József öccse.

## Életpályája
1837–50-ben az Institutum Geometricum, 1851–57-ben a királyi József-ipartanodán az erőmű-géptan tanára, 1858 után pedig a budapesti tudomány-egyetemen a felsőbb mennyiségtan tanára és a Magyar Tudományos Akadémia rendes tagja volt.

## Művei
Számos tankönyvet írt, amelyek közül néhány a magyar mellett német nyelven is megjelent.
- Vízerő és vízépítészettan. Hydraulika és Hydrotechnika (Pest, 1850);
- Felsőbb mennyiségtan (I – IV., Pest, 1850);
- Elemi mennyiségtan Pest, 1856. az MTA nagydíját nyerte);
- Erő- és géptan (Pest, 1861. az MTA megosztott nagydíját nyerte);
- Felsőbb mennyiségtan (I-II. MTA, Pest, 1867-68);
- Csillagászat elemei… (Bp., 1875).